# Icie Macy Hoobler
Icie Gertrude Macy Hoobler geborene Macy (* 23. Juli 1892 in Daviess County, Missouri; † 6. Januar 1984 ebenda) war eine US-amerikanische Biochemikerin. Sie arbeitete ab 1923 über 30 Jahre als Direktorin am Forschungsinstitut der Merrill-Palmer School in Detroit und führte dort im Rahmen des Nutrition Research Project Langzeitstudien zur Kindesentwicklung durch. Sie beschäftigte sich unter anderem mit dem Stoffwechsel von schwangeren Frauen und der Zusammensetzung der Muttermilch sowie dem Einfluss der Ernährung auf die Entwicklung von Säuglingen und Kindern.

## Leben

### Jugend und Elternhaus
Icie Gertrude Macy kam am 23. Juli 1892 auf der Farm ihrer Eltern Perry Macy and Ollevia Elvaree Macy, geborene Critten, zur Welt und war das Drittgeborene von vier Geschwistern. Die fünf Kilometer östlich von Gallatin in Daviess County, Missouri gelegene Farm hatte ihr Urgroßvater aufgebaut, der 1834 das 400 Acre große Land erworben hatte. Er war ein Nachfahre von Thomas Macy, der um 1635 als einer der ersten Siedler aus England nach Nantucket, Massachusetts ausgewandert war.
Nach dem Besuch einer Einklassenschule in der Nähe der Farm, folgte sie ihrer älteren Schwester 1907 ans Central College for Women in Lexington, Missouri. Auf Wunsch ihres Vaters studierte sie anfänglich im Hauptfach Musik, Harmonie und Musikgeschichte und lernte Klavier spielen. Nach drei Jahren konnte sie ihre Eltern aber überzeugen, dass sie kein musikalisches Talent besaß und machte 1914 schließlich ihren Abschluss als Bachelor of Arts mit dem Hauptfach Anglistik. Am College wurde ihr Interesse an den Naturwissenschaften geweckt, maßgeblich durch ihre Biologielehrerin, und sie strebte nach ihrem Abschluss eine akademische Laufbahn als Wissenschaftlerin an. Trotz eines bereits siebenjährigen Studiums, das für ihre Eltern nicht ohne Entbehrungen war, unterstützten sie den Wunsch ihrer Tochter, bestanden aber zur besseren Vorbereitung – auf den Besuch einer Universität in einer Großstadt – auf einem weiteren Jahr am Randolph-Macon Woman's College in Lynchburg, Virginia.

### Studienjahre
1915 begann Icie Macy ein Chemiestudium an der University of Chicago. Unter Julius Stieglitz machte sie binnen eines Jahres ihren Abschluss als Bachelor of Science. Stieglitz bot ihr daraufhin an, bei ihm zu promovieren, empfahl ihr aber, vorher einige Jahre Erfahrung als Lehrkraft zu sammeln. Sie ging an die University of Colorado, wo sie Erstsemester in Chemie unterrichtete und ihren Masterabschluss anstrebte. Im zweiten Jahr in Boulder arbeitete sie mit dem Biochemiker Robert C. Lewis zusammen, der unter Lafayette B. Mendel promoviert hatte und sie für das neue, damals noch als Physiologische Chemie bezeichnete Fachgebiet begeisterte. Nach ihrem Masterabschluss 1918 ging sie auf Empfehlung von Lewis und mit dem Zuspruch von Stieglitz als Doktorandin an die Yale University zu Lafayette Mendel, an den ersten Fachbereich für Biochemie an einer Universität in den Vereinigten Staaten, der von Russell Henry Chittenden begründet worden war. Unter Chittenden und Mendel promovierte sie 1920 mit einer Arbeit über den physiologischen Gehalt und die Toxizität des Baumwollsamens. Aus den Samen hergestelltes Mehl wurde während des Ersten Weltkriegs als Ersatz für Weizenmehl in der Tiernahrung verwendet, führte aber zu Vergiftungserscheinungen. Icie Macy zeigte, dass es den Baumwollsamen nicht an Nährwert und Vitamingehalt mangelt, sie aber das schwache Toxin Gossypol enthalten.
Mendel verhalf ihr dann zu einer Anstellung als Biochemikerin im Labor eines 500-Betten-Krankenhauses in Pittsburgh, eine Aufgabe, die für sie als erste Frau in dieser Position nicht ohne größere Hindernisse zu bewältigen war. Nach einem Jahr ging sie daraufhin 1921 zu Agnes Fay Morgan ans Institut für Household Science der University of California, Berkeley. Morgen hatte bei Stieglitz promoviert und wurde auf einer Tagung der Federation of American Societies for Experimental Biology in Chicago 1921 auf Icie Macy aufmerksam, die ihre Ergebnisse der Doktorarbeit dort präsentierte, und bot ihr die Stelle in Berkeley an. Sie blieb dort für zwei Jahre bis 1923 und setzte unter anderem ihre Untersuchungen der Baumwollsamen fort.

### Forschungen zur Kindesentwicklung und -ernährung
Auf Initiative von Lafayette B. Mendel und Elmer McCollum ging Icie Macy 1923 an die Merrill-Palmer School for Motherhood and Child Development (heute Merrill Palmer Skillman Institute) in Detroit, die zusammen mit dem Children’s Hospital of Michigan 1924 ein Forschungslabor errichtete, dessen Direktorin sie wurde. Ab 1931 wurde es vom Children’s Fund of Michigan übernommen, einer von Senator James J. Couzens auf 25 Jahre angelegten Stiftung. Icie Macy Hoobler leitete hier über 30 Jahre das Nutrition Research Project, das sich hauptsächlich mit dem Stoffwechsel der Frau während der Schwangerschaft, der Zusammensetzung der Muttermilch, dem Wachstum und der Entwicklung von Säuglingen und Kindern und deren Ernährung in Michigan’s Kinderbetreuungseinrichtungen beschäftigte sowie Blutuntersuchungen und -vergleiche von gesunden und kranken Müttern und Kindern durchführte. Bis 1954 entstanden durch die circa 150 mitarbeitenden Wissenschaftler über 300 Veröffentlichungen aus den Forschungsergebnissen der Langzeitstudien sowie mehrere Bücher, darunter zwischen 1942 und 1951 die Dreibändige Ausgabe von Nutrition and chemical growth in childhood. Nach Auslaufen des Children’s Fund of Michigan 1954 arbeitete Icie Macy Hoobler noch bis zu ihrer Pensionierung 1959 als Beraterin für die Merrill-Palmer School. Danach bereiste sie einige Entwicklungsländer wie den Libanon, Indien, Taiwan oder die Philippinen, und suchte nach Wegen zur Unterstützung der hungerleidenden Bevölkerung. Weiterhin war sie Mitglied mehrerer wissenschaftlicher Vereinigungen, wie dem American Institute of Nutrition (Vorsitzende 1944) oder der American Chemical Society, wo sie Vorsitzende der Division of Biological Chemistry war.

### Familie
Nach dem Tod ihrer älteren Schwester Ina lebten deren beide hinterbliebene Töchter bei Icie Macy. Bis Mitte der 1930er Jahre wurden diese von ihr aufgezogen, und sie begann ihren Tag stets um vier Uhr morgens, um am Nachmittag Zeit für ihre Nichten zu haben. 1938 heiratete sie mit 44 Jahren den pensionierten Kinderarzt und Witwer B. Raymond Hoobler, mit dem sie am Children’s Hospital of Michigan längere Zeit zusammen gearbeitet hatte und mit dessen erster Frau sie befreundet gewesen war. Das Eheglück hielt nur 5 Jahre, da B. Raymond Hoobler 1943 verstarb. Während ihrer letzten aktiven Jahre ließ sie sich ein Haus in Ann Arbor errichten, wo sie bis Ende 1982 ihren Lebensabend verbrachte. Nach ihrem 90. Geburtstag veräußerte sie das Haus und zog zurück in die Nähe ihres Geburtsortes und der Macy-Familie nach Gallatin, wo sie 1984 verstarb.

## Auszeichnungen (Auswahl)
- 1938: George Norlin Award (University of Colorado Boulder)[10]
- 1946: Garvan-Olin-Medaille (American Chemical Society)[11]
- 1952: Osborne and Mendel Award (American Society for Nutrition)[12]
- 1984: The Michigan Women's Hall of Fame[13]

## Veröffentlichungen (Auswahl)
- Nutrition and chemical growth in childhood. 3 Bände, C. C. Thomas, Springfield, IL 1942–1951.
- Mit Harold Henderson Williams: Hidden hunger. The Jaques Cattell Press, Lancaster, PA 1945.
- Mit Harriet J. Kelly, Ralph Sloan: The composition of milks. National Academy of Sciences, Washington 1950 (überarb. Auflage 1953).
- Mit Harold C. Mack: Physiological changes in plasma proteins characteristic of human reproduction. Children’s Fund of Michigan, Detroit 1951.
- Mit Harriet J. Kelly: Chemical anthropology : a new approach to growth in children. Univ. of Chicago Press, Chicago 1957.
- Motherhood: the frontier of human development. A retrospective glance. Merrill-Palmer Institute, Detroit 1970.
- Mit Harold H. Williams, Agnet Gainey Williams: Boundless Horizons, Portrait of a Pioneer Woman Scientist. Exposition Press, Smithtown, NY 1982.